# Бобриковы
Бо́бриковы — древний дворянский род.
Потомство генерал-лейтенанта Георгия Бобрикова.

## Описание герба
В золотом щите чёрный бабр, обращённый вправо, с червлёными глазами и языком. Его хвост поделён шахматообразно на серебро и лазоревое. Бабр опирается передними лапами на зелёный холм. В лазоревой главе щита золотая пушка, обращённая вправо, на золотом лафете с райской птицей натурального цвета.
На щите коронованный древнеславянский шлем. Нашлемник: павлиний хвост натурального цвета. На нем золотой с широкими концами крест, под ним серебряный полумесяц, вверх. Намёт: справа чёрный с золотом, слева лазоревый с золотом. Девиз: «ЖИЗНЬ ЗА ПРАВДУ» чёрными буквами на золотой ленте.